# Митрофанов, Валерий Павлович
Вале́рий Па́влович Митрофа́нов (род. 11 октября 1947, Иваново) — советский и российский физик, специалист в области колебательных систем с малой диссипацией энергии и гравитационных волн. Доктор физико-математических наук, профессор кафедры физики колебаний физического факультета МГУ.
Научный коллектив Валерия Митрофанова, вместе с группой Александра Сергеева, представляет Россию в международном сообществе LIGO, которое занимается открытием гравитационных волн.
Лауреат Государственной премии РФ (2018) и премии Breakthrough Prize по фундаментальной физике «For the observation of gravitational waves, opening new horizons in astronomy and physics» (2016). Один из наиболее цитируемых российских учёных.

## Биография
В 1974 году окончил аспирантуру физического факультета МГУ. Через год защитил кандидатскую диссертацию, а в 1995 году докторскую. С 1975 по 1981 год работал ассистентом на кафедре физики колебаний, затем до 1989 был старшим научным сотрудником этой кафедры, а до получения звания профессора в 1997 работал доцентом. Область научных интересов Митрофанова связана с исследованием и разработкой систем с малой диссипацией энергии, их применением в прецизионных физических экспериментах, связанных с обнаружением малых силовых воздействий, в частности, с разработкой антенн для детектирования гравитационного излучения. Разработчик методики, позволяющей наблюдать фундаментальные акустические потери в монокристаллах, исследовать электронные процессы на поверхности твёрдых тел через диссипацию, вносимую ими в колебания высокодобротных механических осцилляторов, регистрировать гравитационное взаимодействие тел на малых расстояниях.
Создатель механических резонаторов из монокристаллов сапфира килогерцового диапазона частот с рекордной добротностью 5 х 10^9 при гелиевых температурах, маятники из плавленого кварца, у которых время релаксации колебаний при комнатных температурах достигает 6-ти лет, разработаны низкотемпературные высокодобротные резонансные гравитационные антенны из монокристаллов сапфира и кремния, а также подвесы пробных масс интерферометрических детекторов гравитационных волн, в которых подавление теплового шума за счет малой диссипации энергии позволяет достигнуть квантового предела чувствительности.
Автор более 160 научных работ. Лауреат грантов от миннауки, национального научного фонда США и российского фонда фундаментальных исследований.

## Награды
- Премия Breakthrough Prize по фундаментальной физике «For the observation of gravitational waves, opening new horizons in astronomy and physics.» (2016 г).[2]

## Публикации
- В. Б. Брагинский, В. П. Митрофанов, В. И. Панов. Системы с малой диссипацией // Наука. — 1981.